# Анфа (спутник)
А́нфа (др.-греч. Ἄνθη) — естественный спутник Сатурна диаметром около двух километров. Орбита расположена между орбитами двух других спутников: Мимаса и Энцелада. Анфа — шестидесятый подтверждённый спутник Сатурна.
Она подвержена значительным гравитационным возмущениям от гораздо более тяжёлых соседних спутников, что приводит к оскуляции элементов её орбиты. Амплитуда колебаний большой полуоси составляет около 20 километров за два земных года.

## История
Анфа была открыта командой обработки снимков, принятых 30 мая 2007 года с космического аппарата «Кассини». Уже после открытия она была найдена на старых снимках, принятых с «Кассини» ещё в июне 2004 года. Об открытии было объявлено 18 июля 2007 года. Спутник получил имя одной из алкионид в древнегреческой мифологии.